# Glockengasse 3 (Köln)
Die Gemäldegalerie an der Glockengasse 3 in Köln wurde 1865 nach Entwürfen des „in Frankreich geschulten Architekten“ Wilhelm Hoffmann im „französischen Stil“ für Albert von Oppenheim zur Unterbringung seiner Sammlungen erbaut. Sie war ein „Prachtbau [der] in Köln ein Einzelbeispiel“ blieb, wie auch das Haus Mevissen und das Haus Eduard von Oppenheim.

## Beschreibung
Das Palais befand sich an der relativ schmalen Glockengasse. Daher traten die übergiebelten Seitenrisalite nur schwach hervor. Das Haus hatte ein großes, konvex geschwungenes, fast kuppelförmiges Walmdach im Stil der französischen Renaissance. Der mittlere Teil des ersten Obergeschosses war anstelle der Fenster mit Figurennischen gegliedert, da sich dahinter der große Gemäldesaal befand. Dieser wurde durch Oberlichter mit Tageslicht versorgt. Der Gemäldesaal beinhaltete eine der bedeutendsten privaten Gemäldesammlungen Deutschlands seiner Zeit, mit Werken niederländischer und flämischer Meister, darunter auch Werke von Rembrandt und Peter Paul Rubens.

## Sonstiges
Unmittelbarer Grundstücksnachbar in Glockengasse Nr. 5–7 war die Synagoge Glockengasse, ebenfalls von Oppenheim finanziert.